# フランティシェク・パラツキー

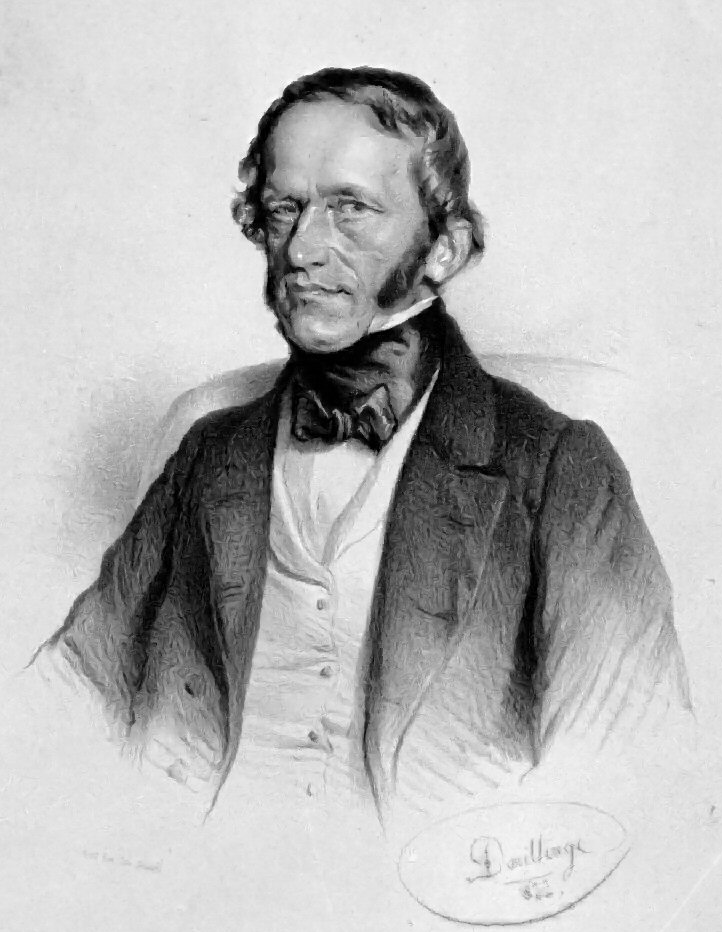
フランティシェク・パラツキー (リトグラフ、1855年)

フランティシェク・パラツキー（František Palacký、1798年6月14日 - 1876年5月26日）は、19世紀に活動したチェコの歴史家、政治家。チェコ人の「民族再生運動（覚醒）運動」を代表する一人。
チェコで流通している1000コルナ紙幣に肖像が使用されている。

## 生涯
ハプスブルク君主国内の領邦であるモラビアの北東部、ホッツラヴィツェ（Hodslavice）の学校教師の家に生まれ、1812年からプレスブルクに送られ最初の教育を受ける。1823年からプラハに定住し、そこでヨゼフ・ドブロフスキーと出会い、親交を深める。プラハに設立されていた民俗博物館の機関誌『国立民族博物館　Časopis Národního muzea』を1827年から発刊することになり、「ボヘミア民族を死からよみがえらせる」試みとした。1831年に文化団体「マティツェ・チェスカー」を設立。その頃からボヘミアのあちこちにある城館の文庫を利用して主著となる『ボヘミア史　Geschichte von Böhmen』を書き始める。
1848年の2月革命に応じてプラハで開かれたスラヴ民族会議では議長を務め、ウィーンの立憲議会に選出される。4月にはフランクフルト国民議会の準備議会にもオーストリア代表として選ばれたが、「フランクフルト議会は一度もドイツに所属したことがないチェコ人をドイツ圏内に引き入れるのを目的としている」と指摘し、招聘を辞退した。一方5月にオーストリアの文部大臣の職に就くよう要請されたが、ドイツ系住民の反発を考慮して、これも辞退している。政治家としてのパラツキーはすでに知名度が高く、その去就は注目を集めていたので、スラヴ人とドイツ人の間でバランスをとらねばならなかったのだ。革命の勢いはさらに強まり5月末にはプラハで臨時政府評議会が設立され、パラツキーも参加する。ここでのパラツキーの役割は汎スラヴ主義の過激派をおさえることにあり、オーストリアを盟主とした連合国家を志向し、その国家のための憲法草案まで起草したが、6月12日に起きた非武装の急進派によるデモをきっかけとしてオーストリア当局の干渉を招き、チェコの立憲運動は中断された。その後もパラツキーは自分の影響力をチェコ文化の確立のために捧げ、終身貴族とされる。

## 歴史哲学
カント哲学に影響を受け、ヒューマニストとしてパラツキーは人間性を信じ、「民族」とは人類の一体化という目的のための一手段に過ぎない、と説く。パラツキーの祖先はアウクスブルク信仰告白によってルター派に改宗する以前はモラヴィア兄弟団に所属していた。パラツキーはその精神的伝統に、カントの「至上命令」に関する教えを結びつけた。つまりチェコの宗教改革の意義は、神学上の変更にはなく道徳上の進歩にある。モラヴィア兄弟団においてカトリックとプロテスタントの教義は相互に浸透し合い、キリスト教はこれまでで最高の水準に達した、モラヴィア兄弟団は歴史的発展の終局点である、と彼は考えた。『ボヘミア史』で、カトリックの出版物では野蛮な狂信者として描かれていたフス、ジシュカ、プロコプなどのチェコ宗教改革の闘士たちを復権し、チェコ人よりも敵の残虐さが甚だしかったことを示した。パラツキーはオーストリアにより検閲に苦しみながらも最初はドイツ語で書かれていた『ボヘミア史』を1848年以降はチェコ語でも出版できるようにした。この事業は後のチェコの歴史家たちを励まし、ヴァーツラフ・トメク（Václav Vladivoj Tomek）などの弟子たちを育てた。

## 歴史学の著作
- Staří letopisové čeští od roku 1378 do roku 1527
- Geschichte von Böhmen（1836－67年）
- Dějiny národa českého v Čechách a v Moravě
- Pomůcky ku poznání řádů zemských království Českého v druhé polovině XIII. století
- Pomůcky ku poznání staročeského práva i řádu soudního
- Popis království Českého